# ビスコース

化学式

ビスコース (Viscose) とは、レーヨンを製造する技法のひとつの中間生成物、あるいはそれを経るレーヨン製造技術。ビスコースからはレーヨンの他、セロファンを製造することができる。
レーヨンとは天然のセルロース繊維を化学修飾することで分子間の水素結合を解離していったんコロイド溶液とし、それを再びセルロース分子に戻すことによって高分子を再集合させて繊維を再生し、自在の長さ、形状のセルロース繊維としたものである。それによって繊維としては直接使用することができない低品位の短いセルロース繊維を再生して繊維としての利用を可能にすることができるばかりか、光沢ある長い絹糸状の繊維にすることができる。ビスコース法によるレーヨン製造は、これを化学工業的に安定した技術とすることで、人類の長年の夢をかなえるものであった。

## 製法
セルロースを水酸化ナトリウムで処理すると、セルロースの6位のヒドロキシル基がナトリウム塩となったアルカリセルロースとなる。
- [C6H7O2(OH)3]n + nNaOH →  [C6H7O2(OH)2(ONa)]n + nH2O

それを二硫化炭素と混合して放置すると、セルロースキサントゲン酸ナトリウムになって分子間の水素結合を失い、溶解してコロイド溶液となる。
- [C6H7O2(OH)2(ONa)]n + nCS2 → [C6H7O2(OH)2(OCSSNa)]n

これは名前の通り黄色（キサント xantho はギリシャ語で『黄色』の意）の粘い液体である。これをビスコース（viscous ヴィスカスと発音し、粘いという意 + -ose 糖を表す語尾からなる造語）と呼んだ。最終的に赤褐色の粘性のあるコロイドとなる。
ビスコースを細い穴から希硫酸中に噴出させて湿式紡糸すればセルロースキサントゲン酸ナトリウムはセルロースに戻って分子間の水素結合により繊維として再生する。
- 2[C6H7O2(OH)2(OCSSNa)]n + nH2SO4 → 2[C6H7O2(OH)3]n + 2nCS2 + nNa2SO4

これがビスコースレーヨンであり、細い隙間から押し出してフィルム状の製品にするとセロファンになる。
いずれも化学的には天然のセルロースと同じものであり、土中、水中で微生物により分解され環境負荷の少ないものとして評価されている。タバコの包み紙としてセロファンが用いられるのはこのような理由による。